# Rüdiger Hossiep
Rüdiger Hossiep (* 1959 in Bochum) ist ein deutscher Wirtschafts- und Personalpsychologe sowie Eignungsdiagnostiker. Unter anderem ist er Hauptautor und Entwickler verschiedener psychologischer Testverfahren wie dem Bochumer Inventar zur berufsbezogenen Persönlichkeitsbeschreibung (BIP), sowie mehrerer auf Basis des BIP entwickelter Verfahren, sowie des Bochumer Matrizentests (BOMAT, sprachfreier Intelligenztest) und des Bochumer Wissenstests (BOWIT). Hossiep ist auch als Führungskräftetrainer und Management-Diagnostiker tätig.

## Leben
Hossiep studierte ab 1978 Psychologie sowie Wirtschafts- und Sozialwissenschaften an der Ruhr-Universität Bochum. 1984/85 war er Wissenschaftlicher Mitarbeiter bei Heinrich Wottawa am Psychologischen Institut der Ruhr-Universität Bochum mit dem Arbeitsschwerpunkt Eignungsdiagnostik.
1985/86 war er als Personalberater bei der Unternehmensberatung Dieter Schröder & Partner in Düsseldorf tätig. Anschließend arbeitete er von 1986 bis 1990 als Betriebspsychologe bei der Deutschen Bank AG in Frankfurt.
Seit 1990 lehrt Hossiep Psychologische Diagnostik an der Fakultät für Psychologie der Ruhr-Universität Bochum. Das 1994 dort von ihm gegründete Projektteam Testentwicklung unterliegt seiner Leitung.
In den Jahren 1998 bis 2001 war Hossiep Mitglied im Testkuratorium der Föderation Deutscher Psychologenvereinigungen, delegiert von der Sektion Arbeits-, Betriebs- und Organisationspsychologie im Berufsverband Deutscher Psychologinnen und Psychologen.
Im Jahr 2012 ist Hossiep zum Jury-Mitglied für die Human Resources Excellence Awards berufen worden. 2013 wurde Hossiep mit dem Alfred-Binet-Preis für seine herausragenden Arbeiten zur psychologischen Diagnostik ausgezeichnet.
2016/17 war Hossiep bei dem Projekt „check.work“ des Bayerischen Industrie- und Handelskammertages (unterstützt von dem Bayerischen Staatsministerium für Wirtschaft und Medien, Energie und Technologie sowie von der Regionaldirektion Bayern der Bundesagentur für Arbeit) als wissenschaftlicher Beirat tätig. Das Projekt dient der zielgerichteten Vermittlung von Geflüchteten in weiterführende Integrationsmaßnahmen sowie in den deutschen Arbeitsmarkt.
Seit 2017 fungiert Hossiep als wissenschaftlicher Beirat beim Forum Assessment e. V.
Rüdiger Hossiep ist verheiratet und hat zwei Kinder; er ist Mitglied beim Fußballverein VfL Bochum.

## Wissenschaftliche Kerngebiete
Rüdiger Hossiep befasst sich als Wirtschafts- und Personalpsychologe insbesondere mit den Bereichen berufsbezogener Auswahlverfahren und Führungsverhaltensmodifikation. In diesem Zusammenhang entwickelt er Testverfahren zur Erfassung der Persönlichkeit sowie der Intelligenz. Das BIP-Verfahren sowie das Kompaktverfahren BIP-6F zählen in Deutschland, Österreich und der Schweiz zu den am häufigsten eingesetzten Persönlichkeitstests im Rahmen von Personalauswahl und Personalentwicklung. Darüber hinaus hat Hossiep auch mehrere Intelligenztests wie die BOMAT-Verfahrensgruppe und einen differentiellen Wissenstest publiziert. Die verschiedenen publizierten Testverfahren wurden in mehrere Dutzend Sprachen übersetzt. Hossiep und sein Entwicklerteam arbeiten zudem u. a. an Verfahren zu den Themen Führungsverhalten, Management-Derailment, Digitalaffinität, Mitarbeiterbefragung, Commitment, Burnout, Resilienz und Einstellungen von Fahrern zu ihren Automobilen.
Hossiep ist gemeinsam mit Jörg Felfe, Benedikt Hell, Martin Kleinmann und Bettina Kubicek Herausgeber der Buchreihe Praxis der Personalpsychologie – Human Resource Management kompakt (Herausgeberkonstellation seit 2022; begründet wurde die Reihe im Jahre 2000 von Heinz Schuler, Rüdiger Hossiep, Martin Kleinmann und Werner Sarges). Als Erstautor veröffentlichte Rüdiger Hossiep in dieser Buchreihe zwei Bände: Mitarbeitergespräche – motivierend, wirksam, nachhaltig sowie den Band Personalauswahl und -entwicklung mit Persönlichkeitstests.
Rüdiger Hossiep publiziert außerdem in Fachzeitschriften, wie Nature communications, European Journal of Personality oder Wirtschaftspsychologie aktuell zu personalpsychologischen Methoden wie Mitarbeitergesprächen, Mitarbeiterbefragung, dem Einsatz persönlichkeitsorientierter Verfahren sowie Intelligenz.

## Publizierte Testverfahren (Auswahl)
- R. Hossiep, C. Krüger, C. R. Hossiep: Business-focused Inventory of Personality – 6 Factors. 2. Auflage. Hogrefe, Oxford 2021. (Englische Auflage)
- R. Hossiep, S. Weiß: Bochumer Inventar zur berufsbezogenen Persönlichkeitsbeschreibung – Anforderungsmodul (BIP-AM). Hogrefe, Göttingen 2020.
- R. Hossiep, M. Paschen: Bochumer Inventar zur berufsbezogenen Persönlichkeitsbeschreibung – BIP. 3., durchgesehene Auflage. Hogrefe, Göttingen 2019.
- R. Hossiep, M. Hasella: BOMAT – standard version – Bochumer Matrizentest. Hogrefe, Göttingen 2010.
- R. Hossiep, C. Krüger: Bochumer Inventar zur berufsbezogenen Persönlichkeitsbeschreibung – 6 Faktoren (BIP-6F). Hogrefe, Göttingen 2012.
- R. Hossiep, M. Schulte: BOWIT – Bochumer Wissenstest. Hogrefe, Göttingen 2007.
- R. Hossiep, D. Turck, M. Hasella: BOMAT – advanced – Bochumer Matrizentest. Hogrefe, Göttingen 1999.

## Buchveröffentlichungen (Auswahl)
- R. Hossiep, W. Berndt, J. Zens: Mitarbeitergespräche – motivierend, wirksam, nachhaltig. 3. Auflage. Hogrefe, Göttingen 2024. ISBN 978-3-8017-3238-7
- R. Hossiep, O. Mühlhaus: Personalauswahl und -entwicklung mit Persönlichkeitstests. 2. Auflage. Hogrefe, Göttingen 2015. ISBN 978-3-8017-2358-3
- R. Hossiep, M. Paschen, O. Mühlhaus: Persönlichkeitstests im Personalmanagement. Grundlagen, Instrumente und Anwendungen. Göttingen: Verlag für Angewandte Psychologie, 2000. ISBN 	978-3-8017-1039-2
- H. Wottawa, R. Hossiep: Anwendungsfelder psychologischer Diagnostik. Hogrefe, Göttingen 1997. ISBN 978-3-8017-1043-9
- R. Hossiep: Berufseignungsdiagnostische Entscheidungen. Hogrefe, Göttingen 1995. ISBN 978-3-8017-0815-3
- H. Wottawa, R. Hossiep: Grundlagen psychologischer Diagnostik – Eine Einführung. Hogrefe, Göttingen 1987. ISBN 978-3-8017-0279-3